# Nemye svideteli
Nemye svideteli (Немые свидетели) è un film muto del 1914 diretto da Evgenij Bauėr.